# 연무자리돔
연무자리돔은 농어목 자리돔과의 바닷물고기이다. 최대 몸길이는 10cm까지 성장한다. 자리돔속중 비교적 몸높이가 낮으며 옆으로 납작하다. 주둥이는 작고 위턱의 뒤끝은 눈의 약 4분의 1 지점에 이른다. 양 턱의 이빨은 원뿔니이다. 배지느러미를 제외한 모든 지느러미의 기저와 가시 사이의 막은 비늘로 덮여 있다. 등지느러미는 가시 길이의 2분의 1이고, 뒷지느러미는 가시 길이의 8분의 3을 덮고 있다.

## 참조
- Tony Ayling & Geoffrey Cox, Collins Guide to the Sea Fishes of New Zealand, (William Collins Publishers Ltd, Auckland, New Zealand 1982) ISBN 0-00-216987-8